# Dunseith
Dunseith – miasto w Stanach Zjednoczonych, w stanie Dakota Północna, w hrabstwie Rolette.